# Shuto Kitagawa
Shuto Kitagawa (født 1. juni 1995) er en japansk fodboldspiller, som spiller for den japanske fodboldklub Montedio Yamagata.